# Calcio ai Giochi della XV Olimpiade
Il torneo di calcio della XV Olimpiade fu il decimo torneo olimpico ed il primo ad essere disputato dalle nazionali olimpiche. Si svolse dal 15 luglio al 2 agosto 1952 in cinque città (Helsinki, Lahti, Turku, Tampere e Kotka) e vide la vittoria per la prima volta della Ungheria.
Con 25 partecipanti, questa edizione fu la più popolosa di sempre nella storia della competizione, battendo il precedente primato di 22 squadre fatto registrare a Parigi 1924.
Per decisione della FIFA, a partire da questa edizione, le nazionali che partecipano ai Giochi olimpici non vengono più considerate nazionali maggiori e si dicono nazionali olimpiche. Potevano essere impiegati solo calciatori dilettanti.

## Squadre partecipanti
Per la prima volta nella storia del torneo, si iscrisse una nazionale del centroamerica e dei caraibi: le Antille Olandesi.
Messico e Saar si ritirarono pochi giorni prima dell'inizio del torneo ed a sorteggio già effettuato.
Nota bene: nella tabella sottostante si tengono conto solo delle partecipazioni e dei piazzamenti ottenuti dalle nazionali olimpiche.
| Squadre | Confederazione | Ultima apparizione | Miglior risultato |
| --- | -------------- | ------------------ | ----------------- |
| Antille Olandesi | CCCF           | Esordiente         | -                 |
| Austria | nessuna        | Esordiente         | -                 |
| Brasile | CONMEBOL       | Esordiente         | -                 |
| Bulgaria | nessuna        | Esordiente         | -                 |
| Cile | CONMEBOL       | Esordiente         | -                 |
| Danimarca | nessuna        | Esordiente         | -                 |
| Egitto | nessuna        | Esordiente         | -                 |
| Finlandia | nessuna        | Esordiente         | -                 |
| Francia | nessuna        | Esordiente         | -                 |
| Germania Ovest | nessuna        | Esordiente         | -                 |
| Gran Bretagna | nessuna        | Esordiente         | -                 |
| Grecia | nessuna        | Esordiente         | -                 |
| India | nessuna        | Esordiente         | -                 |
| Italia | nessuna        | Esordiente         | -                 |
| Jugoslavia | nessuna        | Esordiente         | -                 |
| Lussemburgo | nessuna        | Esordiente         | -                 |
| Norvegia | nessuna        | Esordiente         | -                 |
| Paesi Bassi | nessuna        | Esordiente         | -                 |
| Polonia | nessuna        | Esordiente         | -                 |
| Romania | nessuna        | Esordiente         | -                 |
| Stati Uniti | NAFC           | Esordiente         | -                 |
| Svezia | nessuna        | Esordiente         | -                 |
| Turchia | nessuna        | Esordiente         | -                 |
| Ungheria | nessuna        | Esordiente         | -                 |
| [[File: Flag of the Soviet Union (1936 – 1955).svg\|class=noviewer\| Unione Sovietica (bandiera)\|border\|20x16px]] [[Nazionale olimpica di calcio dell' Unione Sovietica\| Unione Sovietica]] | nessuna        | Esordiente         | -                 |

## Formula
Il torneo era strutturato interamente ad eliminazione diretta: ottavi di finale, quarti di finale, semifinali e finali. In caso di parità dopo i tempi supplementari era prevista la ripetizione della partita. Antille Olandesi, Finlandia, Germania Ovest, Svezia e Turchia ottennero l'accesso diretto agli ottavi di finale, tutte le altre dovettero disputare un turno di qualificazione. A seguito del ritiro di Messico e Saar, anche Norvegia e Austria (i loro rispettivi avversari) ottennero la qualificazione automatica agli ottavi di finale.

## Risultati

### Turno di qualificazione
| Arbitro: | van der Meer |

|                           |           |             |
| Trampisz 31’ Krasówka 49’ | Marcatori | 30’ Leblond |

| Arbitro: | Latyšev |

|          |           |                       |
| Suru 86’ | Marcatori | 21’ Czibor 73’ Kocsis |

| Arbitro: | Best |

|                                                                         |           |          |
| Vukas 2’, 62’ Mitić 14’, 43’ Zebec 17’, 23’, 60’, 87’ Ognjanov 52’, 67’ | Marcatori | 89’ Khan |

| Arbitro: | Karni |

|                         |           |                   |
| P. E. Petersen 36’, 37’ | Marcatori | 85’ Emmanouilidis |

| Arbitro: | Zsolt |

|                           |           |           |
| Bobrov 100’ Trofimov 104’ | Marcatori | 95’ Kolev |

| Arbitro: | Ellis |

|                                                                               |           |  |
| Gimona 3’, 51’, 75’ Pandolfini 16’, 62’ Venturi 27’ Fontanesi 52’ Mariani 87’ | Marcatori |  |

| Arbitro: | Bernardi |

|                 |           |                                                        |
| van Roessel 15’ | Marcatori | 25’ Humberto 33’ (rig.), 36’ Larry 81’ Jansen 86’ Vavá |

| Arbitro: | Orlandini |

|                                            |           |                                 |
| Roller 60’, 95’, 97’ Letsch 91’ Gales 102’ | Marcatori | 12’ Robb 101’ Slater 118’ Lewis |

| Arbitro: | Nilsson |

|                                                   |           |                            |
| El-Far 27’ El-Mekkawi 43’ El-Dhizui 66’, 75’, 80’ | Marcatori | 7’, 78’ Jara 14’, 88’ Vial |

### Tabellone principale
|  | Ottavi di finale | Ottavi di finale |                |   | Quarti di finale          | Quarti di finale          |           |           | Semifinali | Semifinali |  |  | Finale | Finale |
|  | |                  |                |   |                           |                           |           |           |            |            |  |  |        |        |
|  | 20 luglio (22 luglio, ripetizione) |                  |                |   |                           |                           |           |           |            |            |  |  |        |        |
|  | |                  |                |   |                           |                           |           |           |            |            |  |  |        |        |
|  | Jugoslavia | 5 (3)            |                |   |                           |                           |           |           |            |            |  |  |        |        |
|  | Jugoslavia | 5 (3)            | 25 luglio      |   |                           |                           |           |           |            |            |  |  |        |        |
|  | [[File: Flag of the Soviet Union (1936 – 1955).svg\|class=noviewer\| Unione Sovietica (bandiera)\|border\|20x16px]] [[Nazionale olimpica di calcio dell' Unione Sovietica\| Unione Sovietica]] | 5 (1)            |                |   |                           |                           |           |           |            |            |  |  |        |        |
|  | [[File: Flag of the Soviet Union (1936 – 1955).svg\|class=noviewer\| Unione Sovietica (bandiera)\|border\|20x16px]] [[Nazionale olimpica di calcio dell' Unione Sovietica\| Unione Sovietica]] | 5 (1)            | Jugoslavia     | 5 |                           |                           |           |           |            |            |  |  |        |        |
|  | 21 luglio |                  | Jugoslavia     | 5 |                           |                           |           |           |            |            |  |  |        |        |
|  | | Danimarca        | 3              |   |                           |                           |           |           |            |            |  |  |        |        |
|  | Danimarca | Danimarca        | 3              | 2 |                           |                           |           |           |            |            |  |  |        |        |
|  | Danimarca |                  | 29 luglio      | 2 |                           |                           |           |           |            |            |  |  |        |        |
|  | Polonia | 0                |                |   |                           |                           |           |           |            |            |  |  |        |        |
|  | Polonia | 0                | Jugoslavia     | 3 |                           |                           |           |           |            |            |  |  |        |        |
|  | 20 luglio |                  | Jugoslavia     | 3 |                           |                           |           |           |            |            |  |  |        |        |
|  | | Germania Ovest   | 1              |   |                           |                           |           |           |            |            |  |  |        |        |
|  | Germania Ovest | Germania Ovest   | 1              | 3 |                           |                           |           |           |            |            |  |  |        |        |
|  | Germania Ovest | 24 luglio        |                | 3 |                           |                           |           |           |            |            |  |  |        |        |
|  | Egitto | 1                |                |   |                           |                           |           |           |            |            |  |  |        |        |
|  | Egitto | 1                | Germania Ovest | 4 |                           |                           |           |           |            |            |  |  |        |        |
|  | 20 luglio |                  | Germania Ovest | 4 |                           |                           |           |           |            |            |  |  |        |        |
|  | | Brasile          | 2              |   |                           |                           |           |           |            |            |  |  |        |        |
|  | Brasile | Brasile          | 2              | 2 |                           |                           |           |           |            |            |  |  |        |        |
|  | Brasile |                  | 2 agosto       | 2 |                           |                           |           |           |            |            |  |  |        |        |
|  | Lussemburgo | 1                |                |   |                           |                           |           |           |            |            |  |  |        |        |
|  | Lussemburgo | 1                | Jugoslavia     | 0 |                           |                           |           |           |            |            |  |  |        |        |
|  | 21 luglio |                  | Jugoslavia     | 0 |                           |                           |           |           |            |            |  |  |        |        |
|  | | Ungheria         | 2              |   |                           |                           |           |           |            |            |  |  |        |        |
|  | Ungheria | Ungheria         | 2              | 3 |                           |                           |           |           |            |            |  |  |        |        |
|  | Ungheria | 24 luglio        |                | 3 |                           |                           |           |           |            |            |  |  |        |        |
|  | Italia | 0                |                |   |                           |                           |           |           |            |            |  |  |        |        |
|  | Italia | 0                | Ungheria       | 7 |                           |                           |           |           |            |            |  |  |        |        |
|  | 21 luglio |                  | Ungheria       | 7 |                           |                           |           |           |            |            |  |  |        |        |
|  | | Turchia          | 1              |   |                           |                           |           |           |            |            |  |  |        |        |
|  | Turchia | Turchia          | 1              | 2 |                           |                           |           |           |            |            |  |  |        |        |
|  | Turchia |                  | 28 luglio      | 2 |                           |                           |           |           |            |            |  |  |        |        |
|  | Antille Olandesi | 1                |                |   |                           |                           |           |           |            |            |  |  |        |        |
|  | Antille Olandesi | 1                | Ungheria       | 6 |                           |                           |           |           |            |            |  |  |        |        |
|  | 21 luglio |                  | Ungheria       | 6 |                           |                           |           |           |            |            |  |  |        |        |
|  | | Svezia           | 0              |   | Finale per il terzo posto | Finale per il terzo posto |           |           |            |            |  |  |        |        |
|  | Svezia | Svezia           | 0              | 4 | Finale per il terzo posto | Finale per il terzo posto |           |           |            |            |  |  |        |        |
|  | Svezia | 23 luglio        | 23 luglio      | 4 |                           |                           | 1º agosto | 1º agosto |            |            |  |  |        |        |
|  | Norvegia | 23 luglio        | 23 luglio      | 1 |                           |                           | 1º agosto | 1º agosto |            |            |  |  |        |        |
|  | Norvegia | Svezia           | 3              | 1 | Germania Ovest            | 0                         |           |           |            |            |  |  |        |        |
|  | 19 luglio | Svezia           | 3              |   | Germania Ovest            | 0                         |           |           |            |            |  |  |        |        |
|  | | Austria          | 1              |   | Svezia                    | 2                         |           |           |            |            |  |  |        |        |
|  | Finlandia | Austria          | 1              | 3 | Svezia                    | 2                         |           |           |            |            |  |  |        |        |
|  | Finlandia |                  |                | 3 |                           |                           |           |           |            |            |  |  |        |        |
|  | Austria | 4                |                |   |                           |                           |           |           |            |            |  |  |        |        |
|  | Austria | 4                |                |   |                           |                           |           |           |            |            |  |  |        |        |

#### Ottavi di finale
| Arbitro: | Ling |

|                              |           |                                           |
| Stolpe 11’, 34’ Rytkönen 36’ | Marcatori | 8’ (rig.) Gollnhuber 59’ Stumpf 79’ Grohs |

| Arbitro: | Matančić |

|                        |           |           |
| Larry 42’ Humberto 49’ | Marcatori | 86’ Gales |

| Arbitro: | Ellis |

|                                                 |           |                                              |
| Mitić 29’ Ognjanov 33’ Zebec 44’, 59’ Bobek 46’ | Marcatori | 53’, 77’, 87’ Bobrov 75’ Trofimov 89’ Petrov |

| Arbitro: | Bernardi |

|                            |           |               |
| Klug 33’ Schröder 38’, 61’ | Marcatori | 64’ El-Dhizui |

| Arbitro: | Bålstad |

|                         |           |  |
| Seebach 17’ Nielsen 69’ | Marcatori |  |

| Arbitro: | Alho |

|                                         |           |              |
| Brodd 23’, 35’ Rydell 81’ Bengtsson 89’ | Marcatori | 83’ Sørensen |

| Arbitro: | van der Meer |

|                             |           |  |
| Palotás 11’, 20’ Kocsis 83’ | Marcatori |  |

| Arbitro: | Jørgensen |

|                           |           |             |
| Tokaç 9’ Bilge 76’ (rig.) | Marcatori | 79’ Briezen |

| Arbitro: | Ellis |

|                                          |           |           |
| Mitić 19’ Bobek 29’ (rig.) Čajkovski 54’ | Marcatori | 6’ Bobrov |

#### Quarti di finale
| Arbitro: | Orlandini |

|                                   |           |           |
| Sandberg 80’ Brodd 85’ Rydell 87’ | Marcatori | 40’ Grohs |

| Arbitro: | Ellis |

|                                         |           |                      |
| Schröder 75’, 96’ Klug 89’ Zeitler 120’ | Marcatori | 12’ Larry 74’ Zózimo |

| Arbitro: | Karni |

|                                                                   |           |           |
| Palotás 18’ Kocsis 32’, 90’ Lantos 48’ Puskás 54’, 72’ Bozsik 70’ | Marcatori | 57’ Güder |

| Arbitro: | Karni |

|                                                          |           |                                           |
| Čajkovski 19’ Ognjanov 35’ Vukas 41’ Bobek 78’ Zebec 81’ | Marcatori | 63’ Lundberg 85’ Seebach 87’ J. P. Hansen |

#### Semifinali
| Arbitro: | Ling |

|                                                                      |           |  |
| Puskás 1’ Palotás 16’ Lindh 36’ (aut.) Kocsis 65’, 69’ Hidegkuti 67’ | Marcatori |  |

| Arbitro: | Karni |

|                             |           |                 |
| Mitić 3’, 24’ Čajkovski 30’ | Marcatori | 12’ Stollenwerk |

#### Finale per il terzo posto
| Arbitro: | Orlandini |

|  |           |                        |
|  | Marcatori | 11’ Rydell 86’ Löfgren |

#### Finale
| Arbitro: | Ellis |

| |            | |
| | Marcatori  | 70’ Puskás 88’ Czibor |
| Beara Stanković Crnković Čajkovski Horvat Boškov Ognjanov Mitić Vukas Bobek Zebec A disposizione: Luštica Rajkov Cvetković Čolić Diskić Čonč Firm | Formazioni | Grosics Buzánszky Lantos Lóránt Bozsik Zakariás Kocsis Hidegkuti Palotás Puskás Czibor A disposizione: Budai Kovács Dalnoki Csordás Gellér |
| Arsenijević | Allenatori | Sebes |

## Classifica finale
| Classifica | Classifica | Classifica |
| ---------- | --- | --- |
|            | Ungheria | Ungheria olimpica1 Gellér, 2 Grosics, 3 Buzánszky, 4 Lantos, 8 Dalnoki, 9 Lóránt, 10 Bozsik, 11 Kovács, 12 Zakariás, 13 Budai, 14 Csordás, 15 Kocsis, 16 Hidegkuti, 18 Palotás, 19 Puskás, 20 Czibor, CT: Sebes |
|            | Jugoslavia | Jugoslavia olimpica1 Beara, 2 Stanković, 3 Crnković, 4 Čajkovski, 5 Horvat, 6 Boškov, 7 Ognjanov, 8 Mitić, 9 Vukas, 10 Bobek, 11 Zebec, 12 Cvetković, 13 Čolić, 14 Luštica, 15 Diskić, 16 Rajkov, 17 Čonč, 18 Firm, CT: Arsenijević                                                                                  |
|            | Svezia | Svezia olimpica1 K. Svensson, 2 Samuelsson, 3 Nilsson, 4 Hansson, 5 Gustavsson, 6 Lindh, 7 Bengtsson, 8 Löfgren, 9 Rydell, 10 Brodd, 11 Sandberg, 12 T. Svensson, 13 Andersson, 14 Åhlund, 15 Å. Jönsson, 16 Eriksson, 17 Sandell, 18 E. Jönsson, 19 Carlsson, 20 Hjertsson, CT: Raynor                              |
| 4.         | Germania Ovest | Germania Ovest olimpica1 Schönbeck, 2 Bensch, 3 Eberle, 6 Sommerlatt, 7 Jäger, 8 Gleixner, 9 Post, 10 Schäfer, 11 Mauritz, 12 Hinterstocker, 13 Stollenwerk, 14 Zeitler, 15 Schröder, 16 Ehrmann, 19 Wittig, 20 Klug, CT: Herberger                                                                                  |
| 5.         | Austria | Austria olimpica1 Nikolai, 2 R. Krammer, 3 Kolar, 4 A. Krammer, 5 Kollmann, 6 Walter, 7 Fendler, 9 Stumpf, 10 Hochleitner, 11 Grohs, 12 Feldinger, 13 Gollnhuber, 14 Wolf, 15 Sühs, 16 Rauch, 18 Csulem, CT: Hierländer                                                                                              |
| 5.         | Brasile | Brasile olimpica1 Carlos Alberto, 2 Mauro, 3 Valdir, 4 Zózimo, 5 Adésio, 6 Bené, 7 Paulinho, 8 Humberto, 9 Larry, 10 Vavá, 11 Jansen, 12 Arízio, 13 Édison, 14 Amaury, 15 Milton Pessanha, 16 Vassil, 17 Evaristo, 18 Marcos Guerra, CT: Newton Cardoso                                                              |
| 5.         | Danimarca | Danimarca olimpica1 From, 2 Johansen, 3 P. Ey. Petersen, 4 Nielsen, 5 Knudsen, 6 K. B. Jensen, 7 P. Andersen, 8 Blicher, 9 Terkelsen, 10 Ginsborg, 11 Olesen, 12 J. P. Hansen, 13 S. Andersen, 14 P. E. Pedersen, 15 Holm, 16 Torstensen, 17 Lundberg, 18 Seebach, 19 J. W. Hansen, 20 A. R. Jensen, CT: Bjerregaard |
| 5.         | Turchia | Turchia olimpica1 Akın, 2 Bolatlı, 3 Yolaç, 4 Ertan, 5 Dirimlili, 6 Altan, 7 Candan, 8 Tokaç, 9 Bilge, 11 Çaka, 12 Büyükyıldırım, 13 Güder, 14 Çetinel, 15 Gürdal, 18 Şentürk, 20 Cömert, CT: Puppo |
| 9.         | Antille Olandesi | Antille Olandesi olimpica1 Hato, 2 Hernández, 3 Matrona, 4 de Lanoi, 5 Kemp, 6 Canword, 7 Giribaldi, 8 Vlinder, 9 Helder, 10 Adoptie, 11 Merced, 12 Brokke, 13 Conquet, 14 Brión, 15 Briezen, 16 Coffie, 17 Heyliger, 18 Rodríguez, 19 Gómez, 20 Krips, CT: Maduro                                                   |
| 9.         | Egitto | Egitto olimpica1 Hemaida, 2 Katou, 3 El-Dali, 4 Moussa, 5 Kabil, 6 Abdallah, 7 Rashed, 8 Bastan, 9 Abdelmoula, 10 Jemei, 11 Saleh, 12 Sedki, 13 El-Dhizui, 14 El-Hamouli, 15 El-Far, 16 El-Sayed, 17 El-Mekkawi, 18 Ad-Diba, 19 Bahig, 20 El-Attiyah, CT: Jones                                                      |
| 9.         | Finlandia | Finlandia olimpica1 Rintanen, 2 Martin, 3 Myntti, 4 Asikainen, 5 Valkama, 6 Beijar, 7 Vaihela, 8 Rytkönen, 9 Rikberg, 10 Lehtovirta, 11 Stolpe, 12 Laaksonen, 13 Lindman, 14 Lilja, 15 Pylkkönen, 16 Parkkinen, 17 Pelkonen, 18 Pettersson, 19 Forss, CT: Lehtonen                                                   |
| 9.         | Italia | Italia olimpica1 Bugatti, 2 Corradi, 3 Cardarelli, 4 Neri, 5 Azzini, 6 Venturi, 7 Boniperti, 8 Pandolfini, 9 Vivolo, 10 Gimona, 11 La Rosa, 12 Giorcelli, 13 Mariani, 14 Cadé, 15 Rota, 16 Biagioli, 17 Fontanesi, 18 Viciani, 19 Ferrario, CT: Meazza                                                               |
| 9.         | Lussemburgo | Lussemburgo olimpica1 Lahure, 2 Wagner, 3 Spartz, 4 Jaminet, 5 Back, 6 Müller, 7 Guth, 8 Roller, 9 Gales, 10 Nurenberg, 11 Letsch, 12 Magnani, 13 Bissen, 14 Welter, 15 Reuter, 16 Hansen, 17 Speck, CT: Patek |
| 9.         | Norvegia | Norvegia olimpica1 A. Hansen, 2 Holmberg, 3 Karlsen, 4 Olsen, 5 Svenssen, 6 Spydevold, 7 Hvidsten, 8 Thoresen, 9 Sørensen, 10 Johannessen, 11 Dahlen, 12 Blohm, 13 O. Hansen, 14 Henriksen, 15 Nilsen, 16 Pedersen, 17 Ødegaard, 18 Jevne, 19 Kristiansen, 20 Orre, CT: Soo                                          |
| 9.         | Polonia | Polonia olimpica1 Stefaniszyn, 2 Gędłek, 3 Banisz, 4 Suszczyk, 5 Cebula, 6 Bieniek, 7 Trampisz, 8 Jaskowski, 9 Alszer, 10 Cieślik, 11 Wiśniewski, 12 Szymkowiak, 13 Glimas, 14 Kaszuba, 15 Mamoń, 16 Sobek, 17 Krasówka, CT: Matyas                                                                                  |
| 9.         | [[File: Flag of the Soviet Union (1936 – 1955).svg\|class=noviewer\| Unione Sovietica (bandiera)\|border\|40x40px]] [[Nazionale olimpica di calcio dell' Unione Sovietica\| Unione Sovietica]] | Unione Sovietica olimpica1 Ivanov, 2 Križevskij, 3 Bašaškin, 4 Nyrkov, 5 Netto, 6 Petrov, 7 Trofimov, 8 Nikolaev, 9 Bobrov, 10 Marjutin, 11 Il'in, 12 Nikanorov, 13 Gómez, 14 Zjablikov, 15 Antadze, 16 Tenjagin, 17 Beskov, 18 Gogoberidze, 19 Čkuaseli, 20 Margania, CT: Arkad'ev                                  |
| 17.        | Bulgaria | Bulgaria olimpica1 Sokolov, 2 Evtimov, 3 Manolov, 4 Apostolov, 5 Božkov, 6 Petkov, 7 Milanov, 8 Kolev, 9 Panajotov, 10 Argirov, 11 Janev, 12 Minčev, 13 Nikolov, 14 Kapralov, 15 Canov, 16 Hristov, 17 Trendafilov, 18 Kekemanov, 19 Blagoev, 20 Stojanov, CT: Milev - Ormandžiev                                    |
| 17.        | Cile | Cile olimpica1 Roa, 2 Leal, 3 García, 4 Bravo, 5 Vera, 6 Pillado, 7 Saavedra, 8 González, 9 Albornoz, 10 Nourdin, 11 I. Jara, 12 Litvak, 13 Massaro, 14 F. Jara, 15 Vásquez, 16 Vial, CT: Silva - Tirado |
| 17.        | Francia | Francia olimpica1 Druart, 2 Oliver, 3 Ibáñez, 4 Zitoune, 5 Eloy, 6 Colliot, 7 Chtouki, 8 Astresses, 9 Bliard, 10 Bochard, 11 Barreau, 12 Persillon, 13 Lefèvre, 14 Bohée, 15 Demaria, 16 Leblond, 17 Carrier, 18 Deprez, CT: Louis Dugauguez                                                                         |
| 17.        | Gran Bretagna | Gran Bretagna olimpica1 Bennett, 2 Brown, 3 Charlton, 4 Stewart, 5 Stratton, 6 Yenson, 7 Topp, 8 Hastie, 9 Fuller, 10 Saunders, 11 Robling, 12 Hardisty, 13 McGarry, 14 Noble, 15 Lewis, 16 Holmes, 17 Grierson, 18 Slater, 19 Robb, 20 Pawson, CT: Winterbottom                                                     |
| 17.        | Grecia | Grecia olimpica1 Pentzaropoulos, 2 Mouratis, 3 Rosidis, 4 Kotridis, 5 Linoxilakis, 6 Ioannou, 7 Drosos, 8 Bebis, 9 Papageorgiou, 10 Darivas, 11 Emmanouilidis, 12 Delavinias, 13 Arvanitis, 14 Poulis, 15 Petropoulos, 16 Patakas, CT: Migiakis                                                                      |
| 17.        | India | India olimpica1 B. Anthony, 2 Azizuddin, 3 Manna, 4 Abdul Latif, 5 Rawat, 6 Mohammed, 7 Venkatesh, 8 Abdul Sattar, 9 Mewalal, 10 Khan, 11 Saleh, 12 Varada Raj, 13 Bose, 14 Sarbadhikari, 15 Shanmugham, 16 Roy, 17 Moinuddin, 18 Thakurta, 19 J. Anthony, CT: Sayed                                                 |
| 17.        | Paesi Bassi | Paesi Bassi olimpica1 Kraak, 2 Odenthal, 3 Alberts, 4 Wiertz, 5 Terlouw, 6 Biesbrouck, 7 van der Kuil, 8 Bennaars, 9 Hendriks, 10 Mommers, 11 Clavan, 12 de Jong, 13 van Schijndel, 14 van der Gijp, 15 van Roessel, 16 van Melis, 17 Landman, 18 van der Tuijn, CT: van der Leck                                    |
| 17.        | Romania | Romania olimpica1 Crîsnic, 2 Farmati, 3 Călinoiu, 4 Bodo, 5 Petschovschi, 6 Kovács, 8 F. Zavoda, 9 Serfözö, 10 Iordache, 11 Paraschiva, 13 Bone, 15 Ozon, 17 Suru, 18 Voinescu, 19 V. Zavoda, 20 Ritter, CT: Popescu                                                                                                 |
| 17.        | Stati Uniti | Stati Uniti olimpica1 Burkhard, 2 Schaller, 3 Keough, 4 Sheppell, 5 Colombo, 6 McHugh, 7 Monsen, 8 Souza, 9 Surock, 10 Mendoza, 11 Cook, 12 Dunn, 13 Conterio, 14 Krumm, 15 Keir, CT: Wood |

## Classifica marcatori
7 reti
- Branko Zebec

6 reti
- Rajko Mitić
- Sándor Kocsis

5 reti
- [[File:

Flag of the Soviet Union (1936 – 1955).svg|class=noviewer|
Unione Sovietica (bandiera)|border|20x16px]] Vsevolod Bobrov
4 reti
- Larry (1 rig.)
- El-Sayed El-Dhizui
- Tihomir Ognjanov
- Péter Palotás
- Ferenc Puskás

3 reti
- Willi Schröder
- Aredio Gimona
- Stjepan Bobek (1 rig.)
- Zlatko Čajkovski
- Bernard Vukas
- Josy Roller
- Yngve Brodd
- Ingvar Rydell

2 reti
- Otto Gollnhuber (1 rig.)
- Herbert Grohs
- Humberto
- Irenio Jara
- Julio Vial
- Poul Erik Petersen
- Holger Seebach
- Olof Stolpe
- Karl Klug
- Egisto Pandolfini
- Jules Gales
- Zoltán Czibor
- [[File:

Flag of the Soviet Union (1936 – 1955).svg|class=noviewer|
Unione Sovietica (bandiera)|border|20x16px]] Vasilij Trofimov
1 rete
- Juan Briezen
- Erick Stumpf
- Jansen
- Vavá
- Zózimo
- Ivan Kolev
- Jens Peder Hansen
- Knud Lundberg
- Svend Nielsen
- Kamal El-Far
- Ahmed El-Mekkawi
- Aulis Rytkönen
- Michel Leblond
- Georg Stollenwerk
- Johann Zeitler
- Jim Lewis
- George Robb
- Bill Slater
- Pavlos Emmanouilidis
- Ahmed Khan
- Alberto Fontanesi
- Amos Mariani
- Arcadio Venturi
- Léon Letsch
- Odd Wang Sørensen
- Jan van Roessel
- Jerzy Krasówka
- Kazimierz Trampisz
- Ion Suru
- Sylve Bengtsson
- Gösta Löfgren
- Gösta Sandberg
- Tekin Bilge (1 rig.)
- Ercüment Güder
- Muzaffer Tokaç
- József Bozsik
- Nándor Hidegkuti
- Mihály Lantos
- [[File:

Flag of the Soviet Union (1936 – 1955).svg|class=noviewer|
Unione Sovietica (bandiera)|border|20x16px]] Aleksandr Petrov
Autoreti
- Lindh (1, pro  Ungheria)